# Таганчанський провулок
Таганчанський провулок — зниклий провулок, що існував у Московському районі (тепер — територія Голосіївського району) міста Києва, місцевість Саперна слобідка. Пролягав від вулиці Столєтова.

## Історія
Провулок виник у 2-й половині 50-х роках XX століття під назвою Новий провулок. Назву Таганчанський провулок набув 1957 року.
Ліквідований 1978 року. Нині кінцева частина вулиці Столєтова.